# Hørsholm Birk
Hørsholm Birk var et , en mindre  retskreds i Nordsjælland  fra 1721 til 1919.
Birket blev oprettet i tilknytning til Hirschholm Slot og Hørsholm by. 
 Der er for få eller ingen kildehenvisninger i denne artikel, hvilket er et problem. Du kan hjælpe ved at angive troværdige kilder til de påstande, som fremføres i artiklen.